# リトル・イタリーの恋
『リトル・イタリーの恋』（Love's Brother）は、2004年公開のオーストラリア映画。
2004年ハートランド映画祭で大賞・音響賞を受賞した。

## ストーリー
1950年代が舞台。地味で内向的なアンジェロと、外向的でハンサムなジーノという対照的な兄弟はオーストラリアのイタリア人街に住んでいた。妻を見つけたいと思っていたアンジェロは、自分の写真を同封してイタリアに送るが、いつも上手くいかない。ある日アンジェロは、イタリアに住むロゼッタという女性を紹介され、いつものように手紙を送るが、今回はハンサムなジーノの写真を自分と偽って送ってしまう。

## キャスト
※括弧内は日本語吹替
- アンジェロ・ドニーニ - ジョヴァンニ・リビシ（真殿光昭）
- ジーノ・ドニーニ - アダム・ガルシア（鉄野正豊）
- ロゼッタ - アメリア・ワーナー（佐古真弓）
- アルフレード神父 - バリー・オットー（千田光男）
- コニー - シルヴィア・ドゥ・サンティス（園崎未恵）